# 2011-es Formula–1 koreai nagydíj
A koreai nagydíj volt a 2011-es Formula–1 világbajnokság tizenhatodik futama, amelyet 2011. október 14. és október 16. között rendeztek meg a Korean International Circuit-en.

## Szabadedzések

### Első szabadedzés
A koreai nagydíj első szabadedzését október 14-én, pénteken délelőtt tartották.
| Helyezés | Versenyző          | Csapat/Motor         | Elért idő  | Különbség | Futott kör |
| -------- | ------------------ | -------------------- | ---------- | --------- | ---------- |
| 1        | Michael Schumacher | Mercedes             | 2:02,784   | −         | 10         |
| 2        | Sebastian Vettel   | Red Bull-Renault     | 2:02,840   | +0,056    | 8          |
| 3        | Paul di Resta      | Force India-Mercedes | 2:02,912   | +0,128    | 12         |
| 4        | Adrian Sutil       | Force India-Mercedes | 2:03,141   | +0,357    | 12         |
| 5        | Sébastien Buemi    | Toro Rosso-Ferrari   | 2:03,182   | +0,398    | 9          |
| 6        | Kobajasi Kamui     | Sauber-Ferrari       | 2:03,292   | +0,508    | 13         |
| 7        | Lewis Hamilton     | McLaren-Mercedes     | 2:03,391   | +0,607    | 6          |
| 8        | Nico Rosberg       | Mercedes             | 2:04,311   | +1,527    | 12         |
| 9        | Sergio Pérez       | Sauber-Ferrari       | 2:04,797   | +2,013    | 8          |
| 10       | Mark Webber        | Red Bull-Renault     | 2:05,183   | +2,399    | 5          |
| 11       | Karun Chandhok     | Lotus-Renault        | 2:06,350   | +3,566    | 11         |
| 12       | Pastor Maldonado   | Williams-Cosworth    | 2:06,852   | +4,068    | 11         |
| 13       | Jean-Éric Vergne   | Toro Rosso-Ferrari   | 2:07,541   | +4,757    | 9          |
| 14       | Rubens Barrichello | Williams-Cosworth    | 2:08,218   | +5,434    | 5          |
| 15       | Narain Karthikeyan | HRT-Cosworth         | 2:08,832   | +6,048    | 14         |
| 16       | Daniel Ricciardo   | HRT-Cosworth         | 2:09,232   | +6,448    | 14         |
| 17       | Jérôme d’Ambrosio  | Virgin-Cosworth      | 2:12,658   | +9,874    | 7          |
| 18       | Timo Glock         | Virgin-Cosworth      | 2:14,508   | +11,724   | 4          |
| 19       | Felipe Massa       | Ferrari              | idő nélkül |           | 1          |
| 20       | Fernando Alonso    | Ferrari              | idő nélkül |           | 5          |
| 21       | Bruno Senna        | Renault              | idő nélkül |           | 1          |
| 22       | Vitalij Petrov     | Renault              | idő nélkül |           | 1          |
| 23       | Heikki Kovalainen  | Lotus-Renault        | idő nélkül |           | 1          |
| 24       | Jenson Button      | McLaren-Mercedes     | idő nélkül |           | 1          |

### Második szabadedzés
A koreai nagydíj második szabadedzését október 14-én, pénteken délután tartották.
| Helyezés | Versenyző          | Csapat/Motor         | Elért idő | Különbség | Futott kör |
| -------- | ------------------ | -------------------- | --------- | --------- | ---------- |
| 1        | Lewis Hamilton     | McLaren-Mercedes     | 1:50,828  | −         | 26         |
| 2        | Jenson Button      | McLaren-Mercedes     | 1:50,932  | +0,104    | 19         |
| 3        | Sebastian Vettel   | Red Bull-Renault     | 1:52,646  | +1,818    | 30         |
| 4        | Fernando Alonso    | Ferrari              | 1:52,774  | +1,946    | 25         |
| 5        | Mark Webber        | Red Bull-Renault     | 1:53,049  | +2,221    | 27         |
| 6        | Jaime Alguersuari  | Toro Rosso-Ferrari   | 1:53,402  | +2,574    | 25         |
| 7        | Felipe Massa       | Ferrari              | 1:53,707  | +2,879    | 24         |
| 8        | Nico Rosberg       | Mercedes             | 1:53,914  | +3,086    | 18         |
| 9        | Sébastien Buemi    | Toro Rosso-Ferrari   | 1:53,948  | +3,120    | 27         |
| 10       | Paul di Resta      | Force India-Mercedes | 1:53,957  | +3,129    | 32         |
| 11       | Vitalij Petrov     | Renault              | 1:54,200  | +3,372    | 26         |
| 12       | Adrian Sutil       | Force India-Mercedes | 1:54,392  | +3,564    | 26         |
| 13       | Rubens Barrichello | Williams-Cosworth    | 1:54,831  | +4,003    | 30         |
| 14       | Michael Schumacher | Mercedes             | 1:54,965  | +4,137    | 21         |
| 15       | Bruno Senna        | Renault              | 1:55,187  | +4,359    | 28         |
| 16       | Sergio Pérez       | Sauber-Ferrari       | 1:55,203  | +4,375    | 24         |
| 17       | Kobajasi Kamui     | Sauber-Ferrari       | 1:55,544  | +4,716    | 23         |
| 18       | Pastor Maldonado   | Williams-Cosworth    | 1:56,067  | +5,239    | 22         |
| 19       | Heikki Kovalainen  | Lotus-Renault        | 1:56,669  | +5,841    | 20         |
| 20       | Jarno Trulli       | Lotus-Renault        | 1:57,173  | +6,345    | 19         |
| 21       | Timo Glock         | Virgin-Cosworth      | 1:58,269  | +7,441    | 25         |
| 22       | Jérôme d’Ambrosio  | Virgin-Cosworth      | 1:59,458  | +8,630    | 26         |
| 23       | Daniel Ricciardo   | HRT-Cosworth         | 1:59,958  | +9,130    | 19         |
| 24       | Narain Karthikeyan | HRT-Cosworth         | 2:00,165  | +9,337    | 20         |

### Harmadik szabadedzés
A koreai nagydíj harmadik szabadedzését október 15-én szombaton délelőtt tartották.
| Helyezés | Versenyző          | Csapat/Motor         | Elért idő | Különbség | Futott kör |
| -------- | ------------------ | -------------------- | --------- | --------- | ---------- |
| 1        | Jenson Button      | McLaren-Mercedes     | 1:36,910  | −         | 18         |
| 2        | Lewis Hamilton     | McLaren-Mercedes     | 1:37,199  | +0,289    | 18         |
| 3        | Mark Webber        | Red Bull-Renault     | 1:37,723  | +0,813    | 23         |
| 4        | Fernando Alonso    | Ferrari              | 1:38,029  | +1,119    | 21         |
| 5        | Felipe Massa       | Ferrari              | 1:38,434  | +1,524    | 18         |
| 6        | Michael Schumacher | Mercedes             | 1:39,559  | +2,649    | 23         |
| 7        | Vitalij Petrov     | Renault              | 1:39,612  | +2,702    | 20         |
| 8        | Adrian Sutil       | Force India-Mercedes | 1:39,660  | +2,750    | 22         |
| 9        | Sebastian Vettel   | Red Bull-Renault     | 1:39,695  | +2,785    | 22         |
| 10       | Nico Rosberg       | Mercedes             | 1:39,743  | +2,833    | 25         |
| 11       | Paul di Resta      | Force India-Mercedes | 1:39,847  | +2,937    | 22         |
| 12       | Jaime Alguersuari  | Toro Rosso-Ferrari   | 1:39,851  | +2,941    | 20         |
| 13       | Sébastien Buemi    | Toro Rosso-Ferrari   | 1:39,964  | +3,054    | 21         |
| 14       | Kobajasi Kamui     | Sauber-Ferrari       | 1:40,005  | +3,095    | 17         |
| 15       | Sergio Pérez       | Sauber-Ferrari       | 1:40,030  | +3,120    | 18         |
| 16       | Bruno Senna        | Renault              | 1:40,451  | +3,541    | 19         |
| 17       | Pastor Maldonado   | Williams-Cosworth    | 1:40,529  | +3,619    | 20         |
| 18       | Rubens Barrichello | Williams-Cosworth    | 1:40,711  | +3,801    | 22         |
| 19       | Heikki Kovalainen  | Lotus-Renault        | 1:41,909  | +4,999    | 18         |
| 20       | Jarno Trulli       | Lotus-Renault        | 1:41,945  | +5,035    | 13         |
| 21       | Timo Glock         | Virgin-Cosworth      | 1:43,275  | +6,365    | 19         |
| 22       | Jérôme d’Ambrosio  | Virgin-Cosworth      | 1:44,377  | +7,467    | 16         |
| 23       | Vitantonio Liuzzi  | HRT-Cosworth         | 1:44,421  | +7,511    | 22         |
| 24       | Daniel Ricciardo   | HRT-Cosworth         | 1:45,143  | +8,233    | 21         |

## Időmérő edzés
A koreai nagydíj időmérő edzését október 15-én, szombaton futották.
| 1                     | Lewis Hamilton     | McLaren-Mercedes     | 1:37,525   | 1:36,526 | 1:35,820   |
| 2                     | Sebastian Vettel   | Red Bull-Renault     | 1:39,093   | 1:37,285 | 1:36,042   |
| 3                     | Jenson Button      | McLaren-Mercedes     | 1:37,929   | 1:37,302 | 1:36,126   |
| 4                     | Mark Webber        | Red Bull-Renault     | 1:39,071   | 1:37,292 | 1:36,468   |
| 5                     | Felipe Massa       | Ferrari              | 1:38,670   | 1:37,313 | 1:36,831   |
| 6                     | Fernando Alonso    | Ferrari              | 1:38,393   | 1:37,352 | 1:36,980   |
| 7                     | Nico Rosberg       | Mercedes             | 1:38,426   | 1:37,892 | 1:37,754   |
| 8                     | Vitalij Petrov     | Renault              | 1:38,378   | 1:38,186 | 1:38,124   |
| 9                     | Paul di Resta      | Force India-Mercedes | 1:38,549   | 1:38,254 | idő nélkül |
| 10                    | Adrian Sutil       | Force India-Mercedes | 1:38,789   | 1:38,219 | idő nélkül |
| 11                    | Jaime Alguersuari  | Toro Rosso-Ferrari   | 1:39,392   | 1:38,315 |            |
| 12                    | Michael Schumacher | Mercedes             | 1:38,502   | 1:38,354 |            |
| 13                    | Sébastien Buemi    | Toro Rosso-Ferrari   | 1:39,352   | 1:38,508 |            |
| 14                    | Kobajasi Kamui     | Sauber-Ferrari       | 1:39,464   | 1:38,775 |            |
| 15                    | Bruno Senna        | Renault              | 1:39,316   | 1:38,791 |            |
| 16                    | Pastor Maldonado   | Williams-Cosworth    | 1:39,436   | 1:39,189 |            |
| 17                    | Sergio Pérez       | Sauber-Ferrari       | 1:39,097   | 1:39,443 |            |
| 18                    | Rubens Barrichello | Williams-Cosworth    | 1:39,538   |          |            |
| 19                    | Heikki Kovalainen  | Lotus-Renault        | 1:40,522   |          |            |
| 20                    | Jarno Trulli       | Lotus-Renault        | 1:41,101   |          |            |
| 21                    | Timo Glock         | Virgin-Cosworth      | 1:42,091   |          |            |
| 22                    | Jérôme d’Ambrosio  | Virgin-Cosworth      | 1:43,483   |          |            |
| 23                    | Vitantonio Liuzzi  | HRT-Cosworth         | 1:43,758   |          |            |
| 107%-os idő: 1:44.351 |                    |                      |            |          |            |
| 24                    | Daniel Ricciardo   | HRT-Cosworth         | idő nélkül |          |            |

## Futam
A koreai nagydíj futama október 16-án, vasárnap rajtolt.
| helyezés | rajtszám | versenyző          | csapat/motor         | futott kör | idő/kiesés oka | rajthely | pont |
| -------- | -------- | ------------------ | -------------------- | ---------- | -------------- | -------- | ---- |
| 1        | 1        | Sebastian Vettel   | Red Bull-Renault     | 55         | 1:38:01,994    | 2        | 25   |
| 2        | 3        | Lewis Hamilton     | McLaren-Mercedes     | 55         | +12,019        | 1        | 18   |
| 3        | 2        | Mark Webber        | Red Bull-Renault     | 55         | +12,477        | 4        | 15   |
| 4        | 4        | Jenson Button      | McLaren-Mercedes     | 55         | +14,694        | 3        | 12   |
| 5        | 5        | Fernando Alonso    | Ferrari              | 55         | +15,689        | 6        | 10   |
| 6        | 6        | Felipe Massa       | Ferrari              | 55         | +25,133        | 5        | 8    |
| 7        | 19       | Jaime Alguersuari  | Toro Rosso-Ferrari   | 55         | +49,538        | 11       | 6    |
| 8        | 8        | Nico Rosberg       | Mercedes             | 55         | +54,053        | 7        | 4    |
| 9        | 18       | Sébastien Buemi    | Toro Rosso-Ferrari   | 55         | +1:02,762      | 13       | 2    |
| 10       | 15       | Paul di Resta      | Force India-Mercedes | 55         | +1:03,602      | 9        | 1    |
| 11       | 14       | Adrian Sutil       | Force India-Mercedes | 55         | +1:11,229      | 10       |      |
| 12       | 11       | Rubens Barrichello | Williams-Cosworth    | 55         | +1:33,068      | 18       |      |
| 13       | 9        | Bruno Senna        | Renault              | 54         | +1 kör         | 15       |      |
| 14       | 20       | Heikki Kovalainen  | Lotus-Renault        | 54         | +1 kör         | 19       |      |
| 15       | 16       | Kobajasi Kamui     | Sauber-Ferrari       | 54         | +1 kör         | 14       |      |
| 16       | 17       | Sergio Pérez       | Sauber-Ferrari       | 55         | +1 kör         | 17       |      |
| 17       | 21       | Jarno Trulli       | Lotus-Renault        | 54         | +1 kör         | 20       |      |
| 18       | 24       | Timo Glock         | Virgin-Cosworth      | 54         | +1 kör         | 21       |      |
| 19       | 22       | Daniel Ricciardo   | HRT-Cosworth         | 54         | +1 kör         | 24       |      |
| 20       | 25       | Jérôme d’Ambrosio  | Virgin-Cosworth      | 54         | +1 kör         | 20       |      |
| 21       | 23       | Vitantonio Liuzzi  | HRT-Cosworth         | 52         | +3 kör         | 23       |      |
| ki       | 12       | Pastor Maldonado   | Williams-Cosworth    | 30         | motorhiba      | 16       |      |
| ki       | 10       | Vitalij Petrov     | Renault              | 16         | baleset        | 8        |      |
| ki       | 7        | Michael Schumacher | Mercedes             | 15         | baleset        | 12       |      |

## A világbajnokság élmezőnyének állása a verseny után
| H   | Versenyzők         | Pont | H   | Konstruktőrök        | Pont |
| --- | ------------------ | ---- | --- | -------------------- | ---- |
| 1.  | Sebastian Vettel   | 349  | 1.  | Red Bull-Renault     | 558  |
| 2.  | Jenson Button      | 222  | 2.  | McLaren-Mercedes     | 418  |
| 3.  | Fernando Alonso    | 212  | 3.  | Ferrari              | 310  |
| 4.  | Mark Webber        | 209  | 4.  | Mercedes GP          | 127  |
| 5.  | Lewis Hamilton     | 196  | 5.  | Renault              | 72   |
| 6.  | Felipe Massa       | 98   | 6.  | Force India-Mercedes | 49   |
| 7.  | Nico Rosberg       | 67   | 7.  | Sauber-Ferrari       | 40   |
| 8.  | Michael Schumacher | 60   | 8.  | Toro Rosso-Ferrari   | 37   |
| 9.  | Vitalij Petrov     | 36   | 9.  | Williams-Cosworth    | 5    |
| 10. | Nick Heidfeld      | 34   | 10. | Lotus-Renault        | 0    |

(A teljes táblázat)

## Statisztikák
Vezető helyen:
- Sebastian Vettel : 53 kör (1-34 / 37-55)
- Fernando Alonso : 2 kör (35-36)

Sebastian Vettel 20. győzelme, 8. leggyorsabb köre, Lewis Hamilton 8. pole pozíciója,
- Red Bull 25. győzelme.